# Накопительное кольцо

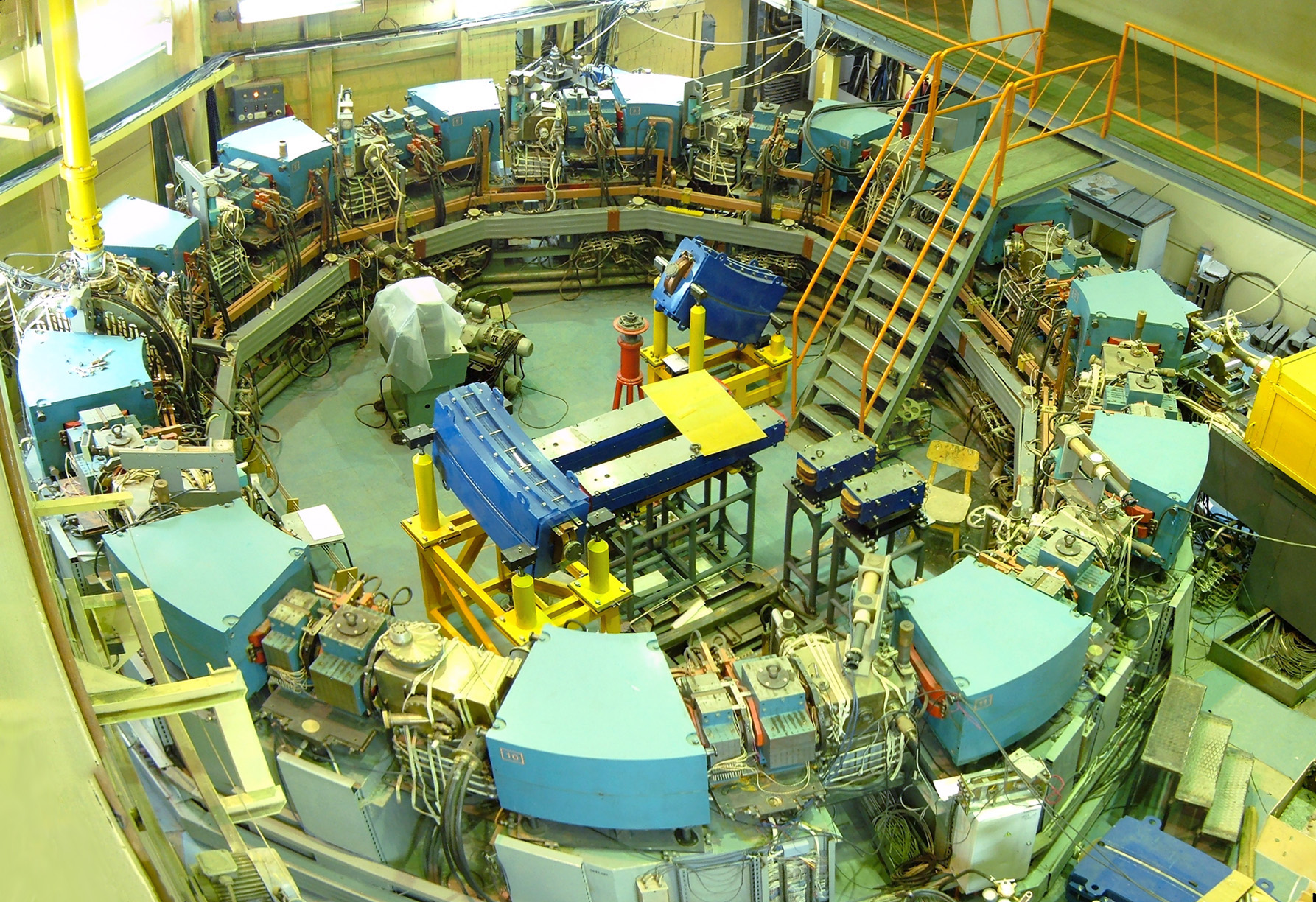
Бустер электронов и позитронов БЭП на ускорительном комплексе ВЭПП-2000, Новосибирск.

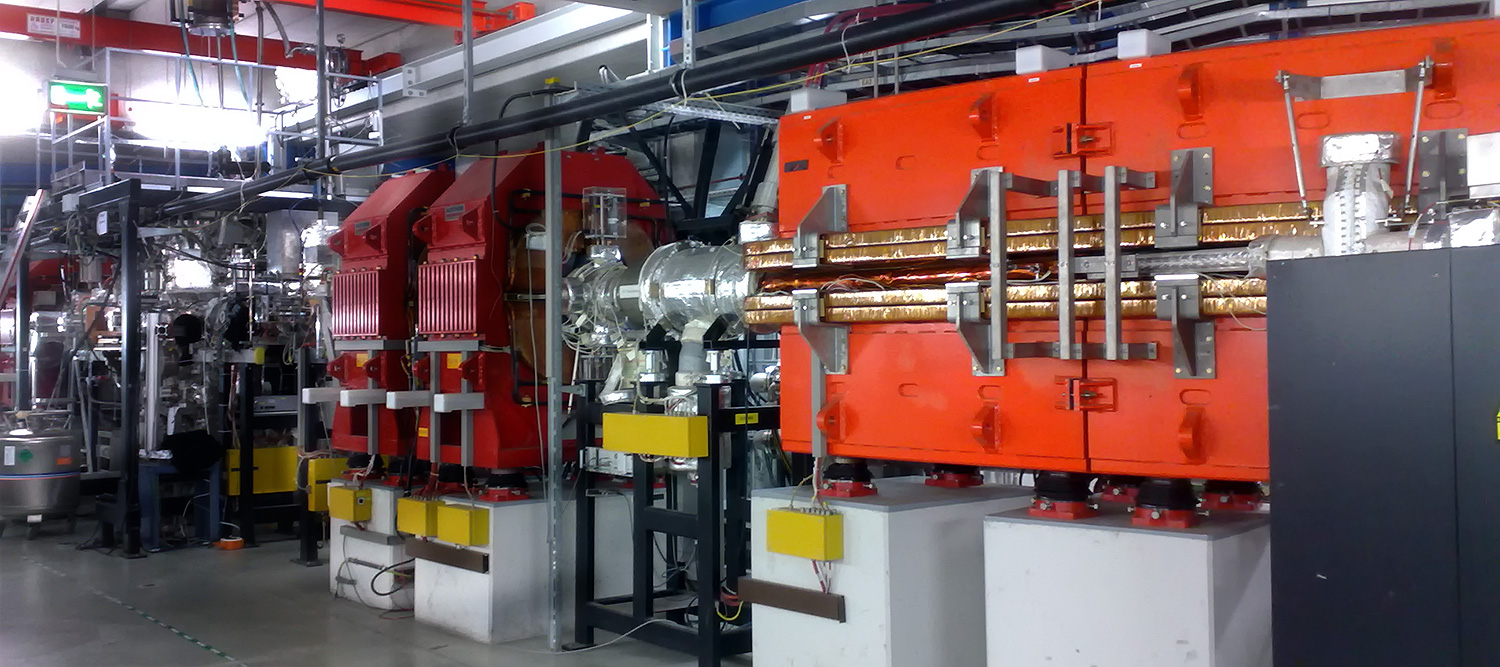
Фрагмент ионного накопителя ESR, Дармштадт.

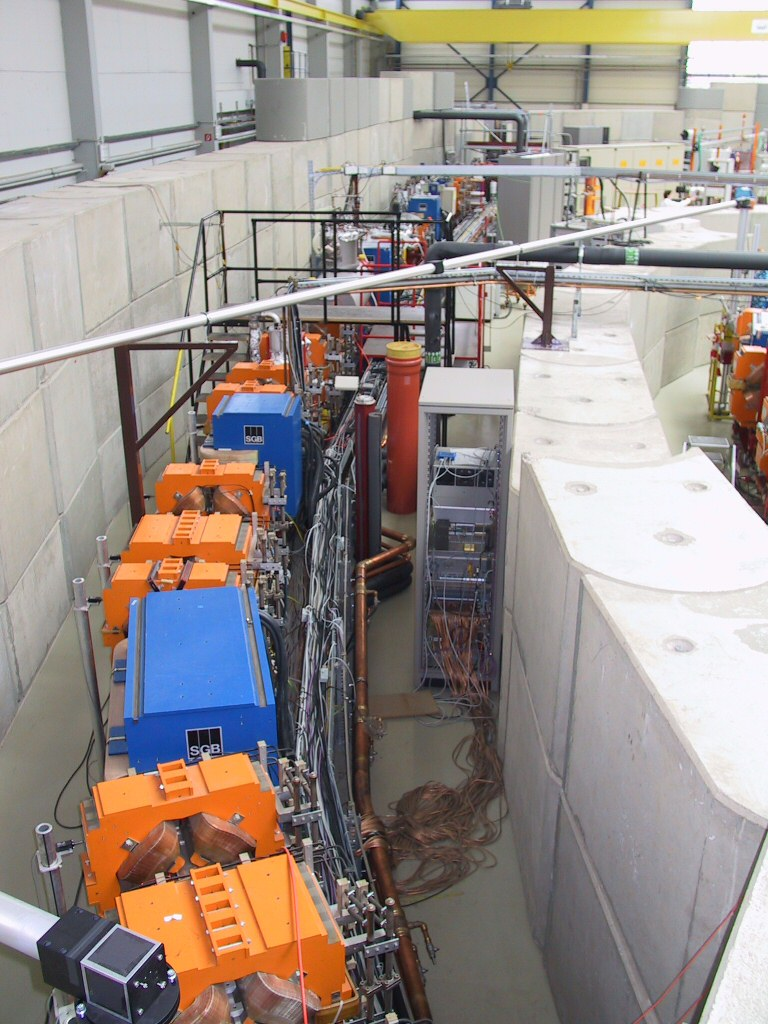
Арка источника СИ, накопителя электронов DELTA, Дортмунд.

Накопительное кольцо, накопитель — циклический ускоритель заряженных частиц, синхротрон, предназначенный для накопления и удержания интенсивного пучка частиц. Накопители используются в экспериментах по физике высоких энергий (коллайдеры, эксперименты с выведенным пучком или с внутренней мишенью, бустеры, накопители пучков вторичных частиц, распадные кольца, замедлители и ловушки), электронные накопители используются в источниках синхротронного излучения, протонные и ионные накопители используются для радиотерапии.
Принцип накопителя основан на том, чтобы инжектировать в синхротрон порцию частиц, а затем каким-либо методом охладить пучок (уменьшить эмиттанс), чтобы иметь возможность захватить новую порцию. В отсутствие затухания эмиттанса захват новой порции невозможен без выбивания предыдущей, вследствие теоремы Лиувилля о сохранении фазового объёма. В электронных накопителях охлаждение происходит вследствие радиационного затухания, в протонных и ионных кольцах используют стохастическое и электронное охлаждения. Многократная инжекция также возможна с использованием продольного движения сгустка. Также для многократной инжекции ионов применяются методы перезарядной инжекции с различной методикой обдирки электронов.
Фундаментальным ограничением интенсивности пучка в накопителе служат либо внутрисгустковое рассеяние — для нерелятивистских или слабо релятивистских пучков тяжёлых частиц (протоны, ионы), либо коллективные эффекты — взаимодействие пучка с наведёнными его собственным зарядом на стенках вакуумной камеры электромагнитными полями (для ультарелятивистских электронных пучков).
Накопительные кольца были предложены в 1956 году Джерардом О'Нилом для получения и использования интенсивных пучков в физике высоких энергий.